# Scintharista forbesi
Scintharista forbesi är en insektsart som först beskrevs av Burr 1899.  Scintharista forbesi ingår i släktet Scintharista och familjen gräshoppor. Inga underarter finns listade i Catalogue of Life.